# Pop tradycyjny
Pop tradycyjny (ang. traditional pop) lub Pop klasyczny (ang. classic pop) – muzyka popularna z okresu przed powstaniem rock-and-rolla oraz jej współczesna, stylistyczna kontynuacja odwołująca się do tej samej tradycji.
Pop tradycyjny jest zasadniczo muzyką wokalną śpiewaną przy akompaniamencie orkiestry, big-bandu, lub mniejszego zespołu instrumentalistów. Pop tradycyjny wywodzi się z tradycyjnego jazzu, wodewilu lub kabaretu.
Do najwybitniejszych twórców gatunku należeli Frank Sinatra, Bing Crosby, Nat King Cole, Andy Williams, Judy Garland, Doris Day oraz artyści młodszej generacji, np. Barbra Streisand. Wraz z rosnącą popularnością rock and rolla w latach 50. XX wieku pokolenie powojennego wyżu demograficznego tradycyjny pop uważało za muzykę swoich rodziców, przez co spadła popularność tego nurtu muzycznego.